# Beatriz Beltrán Sanz
Beatriz Beltrán Sanz (Tres Cantos, Comunidad de Madrid, España; 10 de diciembre de 1997) es una futbolista profesional española. Juega en la posición de defensa en el Costa Adeje Tenerife en la Primera División Femenina de España y ha sido internacional sub-17, sub-19 y sub-20 con la Selección de España.

## Trayectoria

### Real Sociedad
Formada en la cantera del Atlético de Madrid, en la temporada 2017/18 Beltrán fichó por la Real Sociedad.
El 11 de mayo de 2019, logró su segunda Copa de la Reina, con el conjunto txuri-urdin, al imponerse por 1 a 2 al Atlético de Madrid en la final que se disputó en el estadio de Nuevo Estadio de Los Cármenes. Este sería su último partido oficial con la camiseta de la Real Sociedad.

### Valencia CF
Tras no prolongar su contrato con la Real Sociedad, la jugadora oficializó su contratación por el Valencia CF el 4 de mayo de 2019. En el club valencianista iba a iniciar una nueva etapa en la Primera División Femenina a las órdenes de Irene Ferreras.

## Clubes
| Club                 | País   | Año         |
| -------------------- | ------ | ----------- |
| Atlético de Madrid C | España | 2012 - 2013 |
| Atlético de Madrid B | España | 2013 - 2014 |
| Atlético de Madrid   | España | 2014 - 2017 |
| Real Sociedad        | España | 2017 - 2019 |
| Valencia CF          |        | 2019 - 2023 |
| Costa Adeje Tenerife | España | 2023 - act. |

## Palmarés

### Campeonatos nacionales
| Título                    | Club                | País   | Año       |
| ------------------------- | ------------------- | ------ | --------- |
| Campeona de España sub-16 | Selección de Madrid | España | 2014      |
| Campeona de España sub-18 | Selección de Madrid | España | 2015 2016 |
| Copa de la Reina          | Atlético de Madrid  | España | 2016-2017 |
| Liga Iberdrola            | Atlético de Madrid  | España | 2016-2017 |
| Copa de la Reina          | Real Sociedad       | España | 2018-2019 |

### Campeonatos internacionales
| Título                | Equipo                     | Sede       | Año  |
| --------------------- | -------------------------- | ---------- | ---- |
| Subcampeona del mundo | Selección de España sub-17 | Costa Rica | 2014 |
| Subcampeona de Europa | Selección de España sub-17 | Inglaterra | 2014 |
| Subcampeona de Europa | Selección de España sub-19 | Israel     | 2015 |
| Subcampeona de Europa | Selección de España sub-19 | Eslovaquia | 2016 |

## Premios y reconocimientos
- Beltrán fue incluida en el Once de Oro de Futbol Draft  2016 y 2018[5]